# Manuel González
Manuel del Refugio González Flores (Matamoros, 18 juni 1833 - Chapingo, 10 april 1893) was een Mexicaans militair en politicus. Hij was president van Mexico van 1880 en 1884 maar was in die periode vooral een marionet van Porfirio Díaz.
González werd geboren in de staat Tamaulipas. Tijdens de burgeroorlogen halverwege de 19e eeuw vocht González eerst aan de zijde van de conservatieven, maar toen deze de steun van de Fransen inriepen koos hij uiteindelijk hij voor de liberale partij. Hij bevocht de Fransen aan de zijde van Porfirio Díaz en klom op tot generaal. González was een van de aanvoerders van de inname van Puebla in 1867; tijdens die slag verloor hij zijn rechterarm.

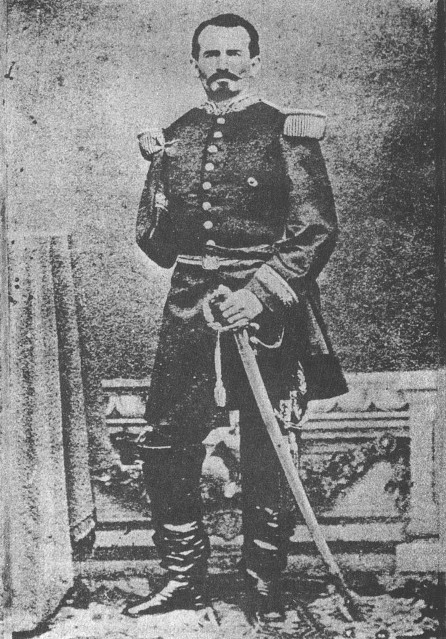
Manuel González

In de periode na de oorlog bleef hij aanhanger van Díaz en steunde deze tijdens de opstand van La Noria en de opstand van Tuxtepec, die Díaz in 1876 naar het presidentschap lanceerde. Dankzij Díaz' steun kon hij in 1877 korte tijd gouverneur van Michoacán worden. Vervolgens werd hij door Díaz tot minister van oorlog en marine benoemd.
Daar de Mexicaanse grondwet geen herverkiezing meer toestond - Díaz had zijn machtsgreep weten te plegen na onvrede om de herverkiezing van zijn voorganger Sebastián Lerdo - schoof Díaz in 1880 González naar voren als presidentskandidaat. González nam het op tegen Manuel María Zamacona, kandidaat van de tegenstanders van Díaz, en wist eenvoudig te winnen.
Onder González' presidentschap werd Mexico's spoorwegennetwerk uitgebreid; zo werd Mexico-Stad met de Amerikaanse grens verbonden en gaf hij de aanzet tot het aanleggen van een telegraafnet. Op 1882 schakelde Mexico definitief over op het metriek stelsel.
González bleek verder een zwak regeerder; zijn regering had voortdurend financiële problemen, die hij in 1881 poogde op te lossen door zilvergeld te vervangen door munten van nikkel, hetgeen leidde tot opstootjes in de hoofdstad. Slechts door de sterke arm van Díaz kon een opstand voorkomen worden. Zijn regering werd gekenmerkt door corruptie. González en zijn medestanders wisten zich uit de staatskas te verrijken, en hij liet de wetgeving aanpassen voor persoonlijk gebruik. Zo wist hij bijvoorbeeld het burgerlijk wetboek aanpassen om zijn buitenechtelijke kinderen te laten delen in zijn erfenis. Critici richttendan ook op zijn losse seksuele moraal en de slechte manier waarop hij zijn tweede vrouw Laura Mantecón behandelde. Deze had daarom de eerste echtscheidingsprocedure in de geschiedenis van Mexico aangespannen. Volgens geruchten had hij een schone uit Circassië laten overkomen naar Mexico die hij in zijn huis in Chapingo onderhield. Ook stelden zijn tegenstanders vraagtekens bij zijn conservatieve verleden. De journalist Salvador Quevedo y Zubieta, aanhanger van Díaz, leidde de campagne tegen González, overigens met goedkeuring van Díaz.
Díaz maakte handig gebruik van de kritiek op González door zich zo tot enig mogelijke heerser van het land op te werpen. Op instigatie van Díaz voerde het congres een grondwetswijziging door waarin herverkiezing werd toegestaan voor een niet-opeenvolgende termijn. Díaz werd aldus in 1884 opnieuw tot president gekozen. González werd door Díaz beloond voor zijn diensten met het gouverneurschap van Guanajuato, een functie die hij behield tot zijn dood in 1893.
- Biblioteca Nacional de España: XX977585
- Bibliothèque nationale de France: cb133345033 (data)
- Gemeinsame Normdatei: 13668355X
- International Standard Name Identifier: 0000 0000 5951 7507
- Library of Congress Control Number: n78089798
- Nationale Bibliotheek van Israël: 987007459355705171
- Nederlandse Thesaurus van Auteursnamen: 18670609X
- SNAC: w61r7szf
- Système universitaire de documentation: 138759855
- Virtual International Authority File: 3739785
- WorldCat: E39PBJwtr9XGJGCdhC8VrGF9Xd